# XII Triennale di Milano

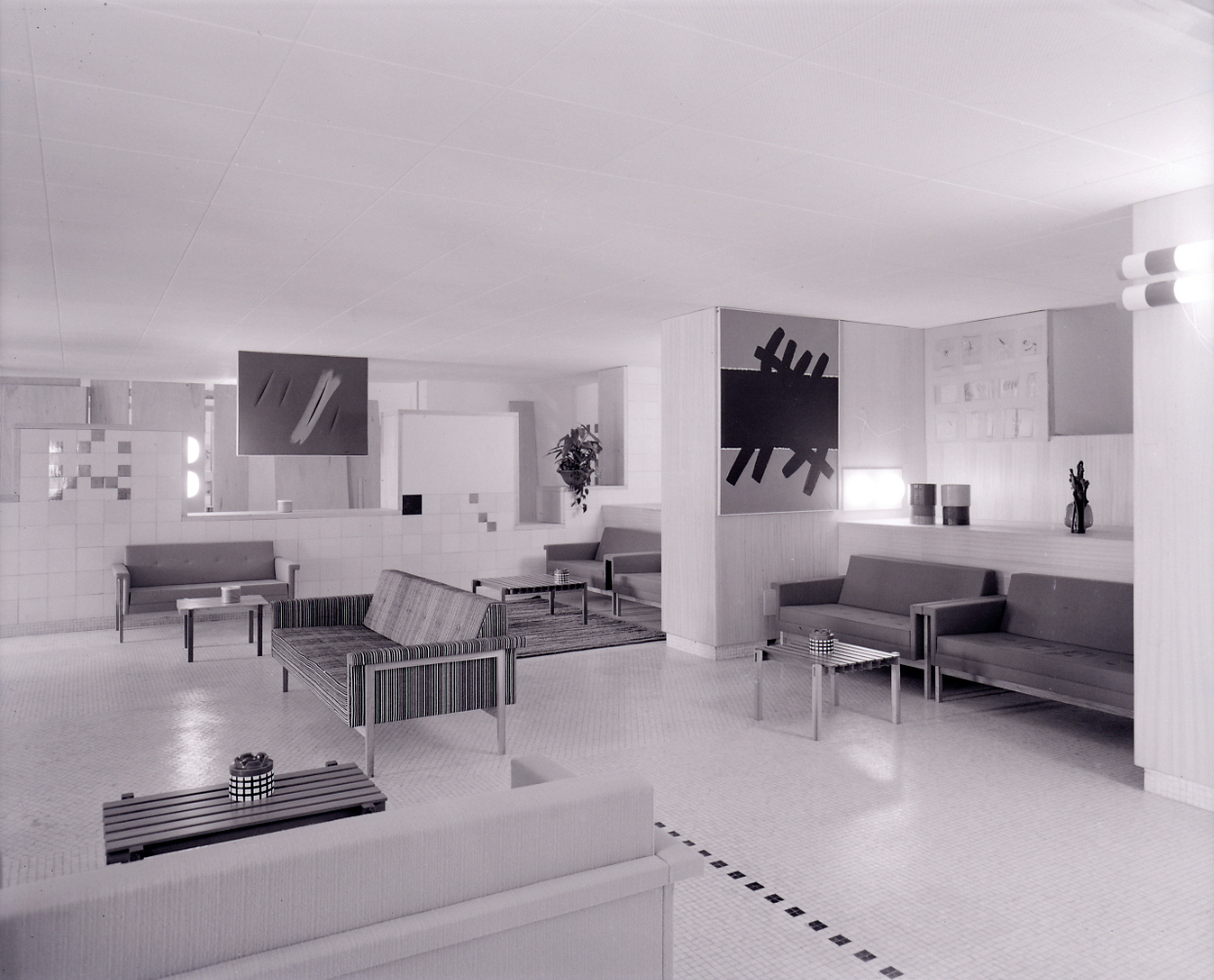
XII Triennale di Milano: arredamento per interni su progetto di Ettore Sottsass. Foto di Paolo Monti, 1960.

La XII Triennale di Milano si tenne nel 1960 e fu la prima Triennale che seguì il modello della mostra tematica. Era dedicata ai due grandi temi della casa e della scuola, negli anni in cui prendeva il via in Italia il dibattito sulla riforma del sistema scolastico nazionale.

## Percorso nel Parco Sempione
Curatori: arch. Gae Aulenti, arch. Luigi Caccia Dominioni
L'ingresso avviene attraverso un percorso nel Parco Sempione, curato da Gae Aulenti, Luigi Caccia Dominioni e altri, in cui sono inserite le opere di diversi scultori, tra cui Enrico Bertagnin, Pietro De Laurentiis, Carlo Ramous e Francesco Somaini.
Una scalinata porta alla sala d'ingresso.

## Piano Terra

### Sala d'Ingresso
Progettista: arch. Ettore Sottsass jr.
Il progetto di Sottsass prevede di modificare la sala d'ingresso della Triennale da un ambiente di rappresentanza in una zona di attesa e soggiorno.

Per fare ciò è stato abbassato il soffitto fino a portarlo a un'altezza di 2,50 metri e sono state modificate le aperture posizionando dei pannelli in obece.

Per suddividere gli spazi, senza tuttavia modificare la continuità dell'ambiente, sono stati ingrossati i pilastri e sono state create delle pareti in legno sulle quali vengono posizionate le opere d'arte.

In questo modo si vengono a creare delle zone per il soggiorno, per la conversazione e per il riposo e per favorire queste funzioni sono stati collocati diversi divani ed elementi d'arredo. Per caratterizzare l'ambiente sono stati utilizzati vari materiali: il soffitto è costituito di piastrelle di gesso, le pareti sono rivestite di ceramica di Montelupo o viene lasciato a vista il legno di obece, il pavimento è in un materiale vetroso bianco e su di esso sono presenti dei motivi geometrici che danno indicazioni sul percorso e sulla disposizione dell'esposizione.

Le opere d'arte diventano parte integrante della struttura architettonica e gli artisti sono stati scelti proprio per la loro sensibilità a tale questione e sono:Alberto Burri, Giuseppe Capogrossi, Enrico Castellani, D'Angelo, Mario Deluigi, Piero Dorazio, Lucio Fontana, Nino Franchina, Quinto Ghermandi, Piero Manzoni, Giò Pomodoro, Arnaldo Pomodoro, Mimmo Rotella, Giulio Turcato. Ci sono anche le ceramiche di Valentini, i vetri di Vianello e Poli e lo stesso Sottsass ha realizzato un pannello in ceramica.

Nell'ingresso si trovano anche gli Uffici della direzione della mostra e l'Ufficio Stampa della XII Triennale.

Tra l'ingresso e il Salone d'Onore si trova un ambiente nel quale è stata collocata la banca progettata dell'architetto Zavanella.

### Salone d'Onore
Progettisti: arch. Enrico Peressutti, arch. Ernesto Nathan Rogers
Nel Salone d'Onore i progettisti hanno realizzato una soluzione in grado di svolgere nello stesso tempo due diverse funzioni: contenere una mostra permanente di piatti e posaterie e permettere lo svolgimento di riunioni.

Per fare ciò hanno creato due vani comunicanti: il primo ha forma circolare mentre il secondo è ellittico.

Lungo il perimetro della sala sono stati collocati gli oggetti dell'esposizione: i piatti sono appesi alle pareti mentre i pezzi più preziosi dell'argenteria sono posti in orizzontale e protetti da lastre di cristallo.

Tutta l'apparecchiatura per l'esposizione è composta da fogli di compensato di castagno lucidato a cera e per l'illuminazione sono state utilizzate delle lampade a bulbo semi-visibili che proiettano la luce in alto e in basso.

Per permettere lo svolgimento delle riunioni, il pavimento è a livelli diversi e forma dei gradoni concentrici sui quali sono collocate le poltrone.

Per valorizzare gli oggetti esposti sono stati utilizzati dei colori scuri: le poltrone sono grigio talpa, il pavimento in moquette è grigio chiaro, le pareti di fianco agli ingressi sono viola e anche il soffitto, dipinto da Arturo Carmassi, riprende le gradazioni di colore dell'allestimento.

#### Mostra storica del piatto e della posata
Progettisti: arch. Mario Cereghini, Tullio Mazzotti, Alessandro Orsi, dott. Gilda Rosa

Ordinamento critico: Alessandro Orsi con la collaborazione della dott. Gilda Rosa

Sistemazione: Alessandro Orsi
La Mostra Storica del Piatto e della Posata contiene una serie di oggetti risalenti dal XVI al XVIII secolo.

Gli ordinatori hanno cercato di stabilire un filo logico nella disposizione degli elementi in modo che dai primi servizi da tavola del Rinascimento si arrivasse fino ai servizi completi del XVIII secolo; il materiale risalente al periodo più antico è piuttosto scarso, mentre gli oggetti più “moderni” sono molto più numerosi, soprattutto per quanto riguarda la produzione locale.

All'inizio dell'esposizione si trovano le opere più rare, provenienti dalle botteghe dell'Italia Centrale, realizzate in maiolica smaltata di blu, verde e giallo.

A queste si susseguono i piatti di Montelupo, di Castelli e di Savona, ricche di decorazioni.

Si trovano poi prodotti del XVIII secolo realizzati nelle fabbriche di tutta Italia: in Veneto c'erano le manifatture Cozzi, Nove di Bassano e Angarano, in Toscana era presenta l'azienda Ginori di Doccia, a Faenza c'era la Ferniani ed è esposto un servizio completo realizzato a Pesaro.

Chiudono la rassegna gli oggetti realizzati nelle manifatture di Lodi e di Milano.

Per completare la mostra del piatto si è fatta anche una breve rassegna di posate che comprende sia gli elementi da “tavola” che quelli da “caccia”, talvolta completi di astucci e foderi originali. Sono realizzate in metalli diversi, ricchi di decorazioni nelle impugnature che spesso sono costituite di materiali preziosi come avorio, argento dorato o ceramica decorata e dimostrano la grande perizia degli artigiani italiani.

### Padiglioni Stranieri

#### Sezione della Cecoslovacchia

Pianta e Sezioni del Padiglione della Cecoslovacchia

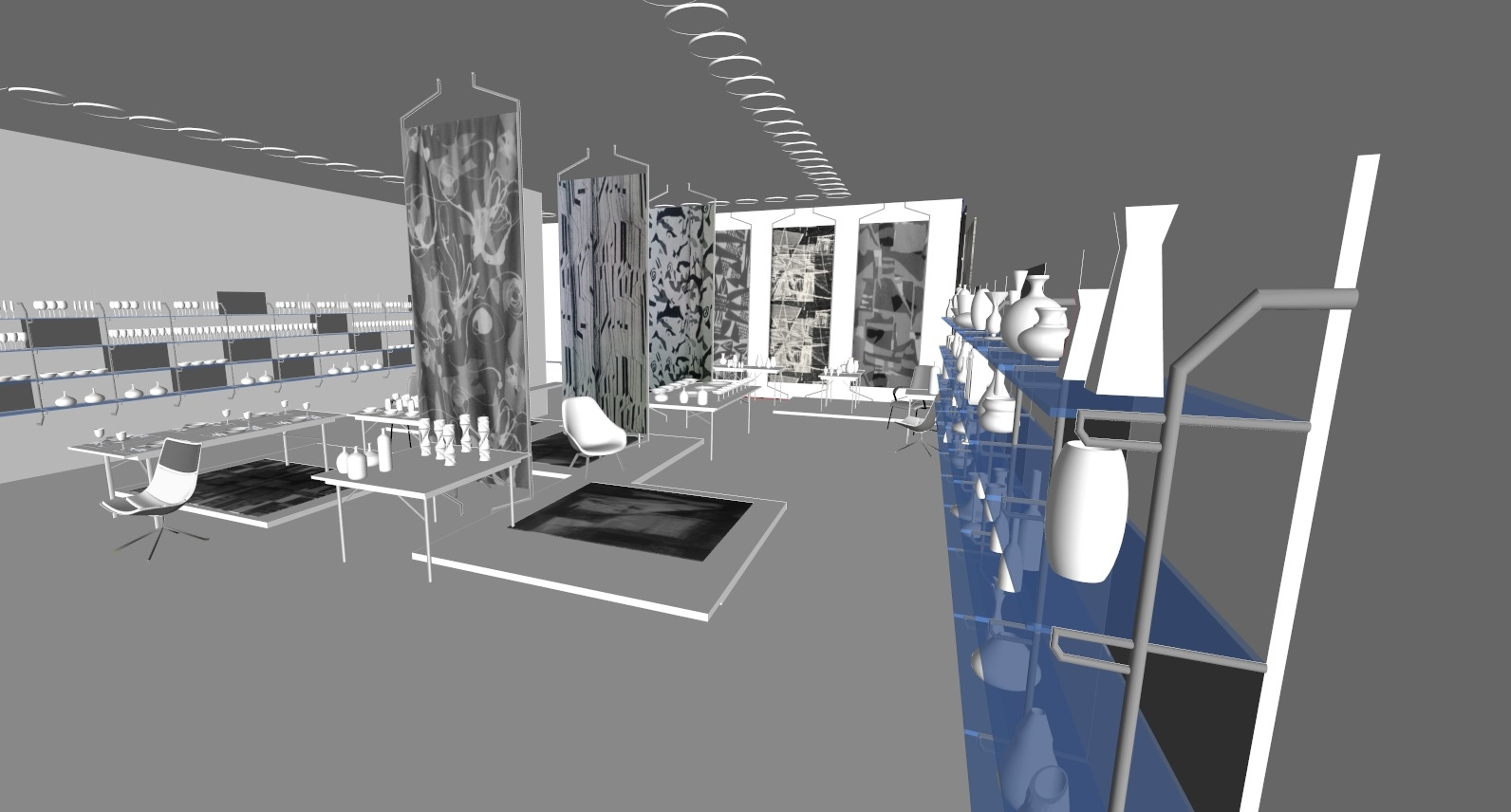
Padiglione della Cecoslovacchia - Vista 01

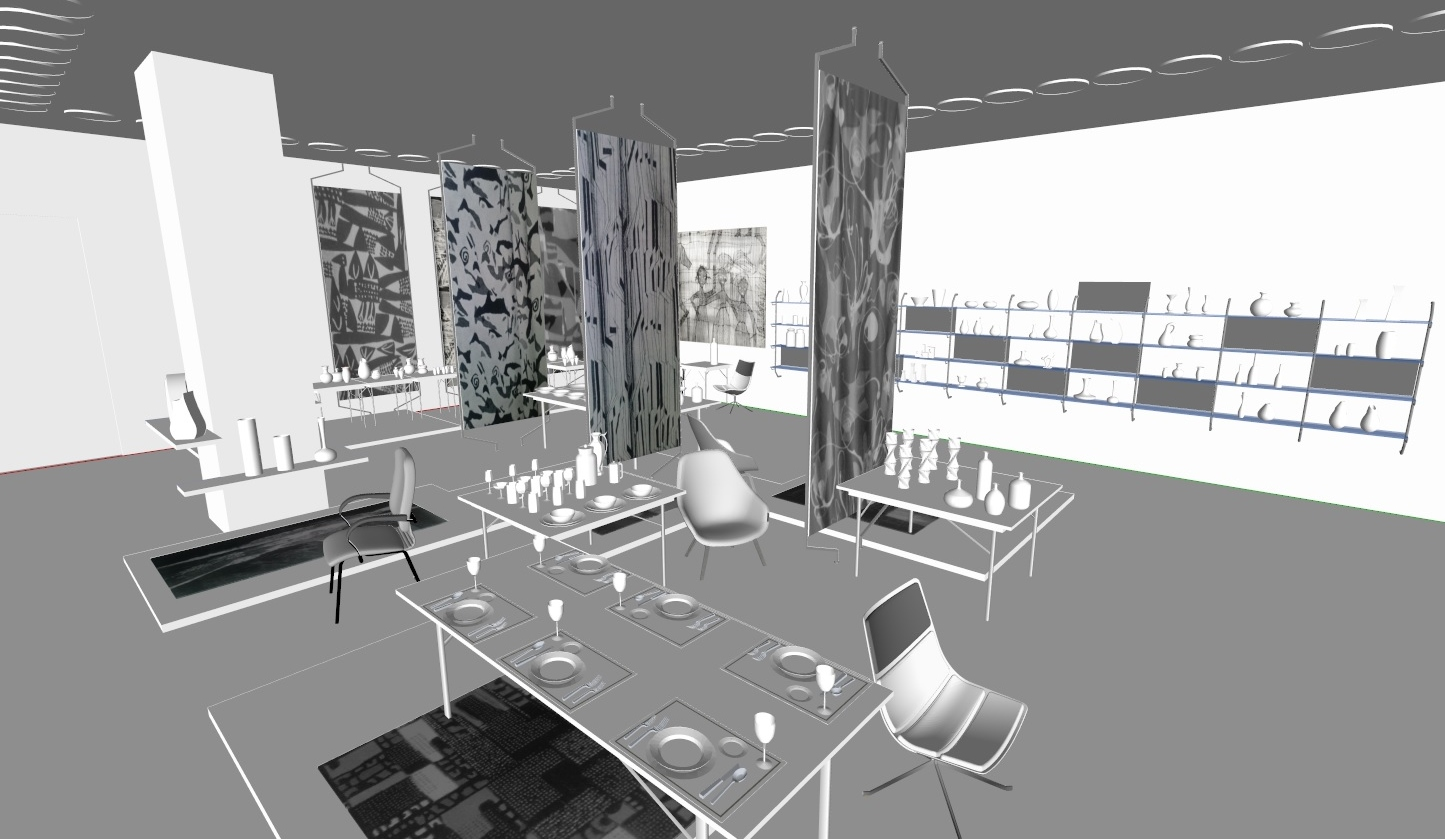
Padiglione della Cecoslovacchia - Vista 02

Commissario generale: dott. Miroslav Micko
Ordinamento: pittore Jan Kotik
Allestimento: ing. arch. Ivan Sova
La sezione della Cecoslovacchia era situata al piano terra, nell'angolo rivolto a nord fra la sezione del Giappone e quella del Belgio.
Aderendo al programma comune previsto per la XII Triennale (casa e scuola), la Cecoslovacchia presentava una rassegna dedicata alla casa, volta a documentare le iniziative e gli sforzi del Paese, al fine di raggiungere una superiore cultura dell'abitazione nazionale. Per ragioni di spazio l'esposizione era dedicata solamente all'interno dell'abitazione per concentrarsi, anziché sui mobili, sugli oggetti complementari, provenienti da vari rami dell'arte applicata, come il vetro, la porcellana e i tessuti. L'allestimento era infatti semplice, senza compiacimenti, volto a valorizzare i prodotti e a sottolineare gli sforzi compiuti dal Paese.
Gli oggetti esposti erano fabbricati in serie e dedicati ad una larga cerchia di consumatori: alla base dell'esposizione stava la volontà di rendere sempre più fertile e piena la collaborazione fra artisti e industrie. I pezzi unici, nonostante di maggior livello qualitativo, potevano soddisfare solo le esigenze individuali e non avevano che una funzione accompagnatrice. Una tale dichiarazione non voleva in alcun modo svalutare i pezzi di artigianato, ma si intendeva mostrate il livello generale della cultura materiale, determinata dalle arti figurative industriali, che danno forma agli oggetti di uso quotidiano e imprimono un carattere all'ambiente in cui si vive.
In linea con la struttura della società socialista della Cecoslovacchia del periodo, gli sforzi erano volti alla razionalizzazione dei metodi di produzione e soprattutto ad una radicale standardizzazione, al fine di far fronte ai problemi sociali ed economici del Paese nel miglior modo possibile. Una pianificazione in grande stile era l'idea del commissario generale dell'esposizione dott. Miroslav Míčko, senza tralasciare, però, irregolarità e variabilità, per rendere la vita dell'individuo più piacevole.
Di maggior interesse all'interno dell'esposizione era l'industria tessile: attivissima prima della guerra, era però tributaria di altri Paesi nel gusto del disegno e nella lavorazione. Si cercò allora di rinnovare su basi più originali tutto il repertorio decorativo dei tessuti, grazie al contributo dei giovani artisti usciti dalla Scuola Superiore di Arti e Mestieri di Praga.

#### Sezione del Giappone
Commissario: arch. Junzo Sakakura
Allestimento: arch. Junzo Sakakura
Collaboratori all'allestimento: arch.tti D. Chon, N. Kitamura, N. Kurokawa; designer S. Yanagi.
Per la XII triennale il Giappone propose le sue soluzioni per risolvere i problemi che da questi due ambiti ne derivano.
L'ambiente era delimitato da pannelli fotografici con immagini di vegetazione tipicamente giapponese, dove le nuove generazioni crescevano e venivano educate. Lo spazio era diviso in un soggiorno tipicamente tradizionale, un soggiorno-pranzo in stile occidentale e una stanza per bambini. Su un altro ripiano si trovava, invece, una pedana riferita alla scuola giapponese sulla quale erano esposti oggetti dedicati alla scuola.
Esposto all'interno del padiglione, c'era anche un modellino di un nuovo progetto di casa-scuola sulla collina Toyama. Essa comprendeva un grande palazzo per 1500 alloggi e le scuole per il ciclo educativo dal giardino dell'infanzia alla scuola secondaria. Si trattava della più grande abitazione collettiva mai vista nel Giappone, le scuole erano adattabili alle diverse esigenze derivanti dalle variazioni quantitative degli abitanti dell'edificio.
Una parte dell'esposizione era indipendente dal tema della scuola e delle casa, ma presentava una serie di idee innovative, in particolare nel campo dell'industrial design nei riguardi della cinefoto-ottica e dell'elettronica. Sono pezzi che dimostrano la perfezione tecnica e di forma a cui si è potuto giungere grazie all'affermarsi nel mondo interno della collaborazione attiva tra designers e produttori.
L'inconfondibile linearità di stile con cui tutto questo è presentato, fa sì che la partecipazione del Giappone alla Triennale fosse un motivo di attrazione e richiamo per il visitatore: sia esso tecnico, artista o anche solo interessato alla produzione.

#### Sezione della Polonia
Commissario: prof. Oskar Hansen
Vice commissario: Jolanta Owidzka
Allestimento: prof. Oskar Hansen
In Polonia per quanto riguardava i problemi legati alla casa ed alla scuola interveniva lo Stato dava maggior importanza al progresso tecnico e all'industrializzazione per cercare di costruire al meglio ed il più rapidamente possibile, basandosi su un'efficiente organizzazione. Costruire più velocemente voleva dire avere più possibilità di debellare la mancanza di abitazioni e tener testa allo sviluppo demografico. L'industrializzazione comportava lo studio accurato e la pianificazione di soluzioni per gli elementi edilizi.
La Polonia, alla mostra, portò esempi di opere di diversa qualità e caratteri rispondenti ai diversi sentimenti, preferenze e necessità: un repertorio di oggetti di arredamento, ad esempio le sedie in vimini e ferro, la ceramica sviluppata in forme spontanee, tessuti, come i tovagliati per la casa e per la scuola di realizzazione semplice ma di buona qualità artigianale. Dalle documentazioni si evinceva la ricerca di soluzioni ai problemi dell'individuo combinando i sistemi tradizionali di costruzione con degli elementi prefabbricati.
L'aver portato numerosi esempi di prodotti polacchi aveva fatto sì che l'allestimento non avesse un tema particolare.
Tre tipi di scuole erano documentati: in un villaggio, in una piccola città e nel centro di una grande città.

#### Sezione del Messico
Commissario: arch. Oscar Urrutia
Allestimento: arch. J. Salazar Portillo
Nelle campagne messicane c'erano molti problemi che affliggevano l'insegnamento: le scuole non venivano costruite a causa degli elevati costi e per la mancanza di professori che difficilmente avrebbero vissute in quelle condizioni di precarietà economica. Il Messico propose così la scuola-casa rurale come soluzione ai problemi: struttura semplicissima, leggera ed economica per ridurre i costi; si adattava ad ogni clima; poteva essere trasportata come un veicolo qualsiasi, facilitando gli spostamenti in campagna, e costruita dagli stessi contadini in poco tempo. La costruzione prevedeva l'intervento del governo e degli stessi contadini, che avrebbero aiutato a montare la tettoia, i muri ed i pavimenti, utilizzando materiali del luogo e contribuendo con la manodopera.
Si trattava di un nuovo modo di agire per il Messico, che si fondava sulle seguenti basi: disegnatori e produttori si relazionano per utilizzare al meglio i materiali, i serramenti scomponibili per un più facile trasporto e montatura, i servizi igienici uniti per ridurre il costo delle tubazioni, i mobili semplici e funzionali, il materiale plastico che sostituiva il vetro delle finestre, infrangibile e inalterabile, su cui vi erano illustrate la geografia, l'anatomia e la botanica.
La scuola era fatta per circa 40 studenti, ma con un numero maggiore si poteva raddoppiare ed erano chiamati ad insegnare moglie e marito, entrambi maestri. La speranza era quella di migliorare le condizioni di lavoro e di istruzione tanto per gli insegnanti quanto per gli alunni.
All'interno del padiglione erano costruite due sezioni al vero della scuola rurale.

#### Sezione dei Paesi Bassi
Commissario: signor Ch. A. Jongejans
Ordinamento: arch.tti G. J. A. Ten Holte, Ch. A. Jongenjans, A. N. Oyevaar, C. Van Der Wiel
Allestimento: arch.tti Oyevaar, Stolle, Van Goo
È la quarta partecipazione alla Triennale dei Paesi Bassi: dopo una mostra d'architettura e due rassegne dei prodotti dei tre anni precedenti, gli ordinatori preferirono fornire un'immagine sintetica della particolare linea operativa che il paese aveva adottato per interpretare e risolvere i problemi del design industriale: la scelta ricadeva quindi su oggetti, più o meno recenti, che documentavano la continuità di certi caratteri essenziali del paese. Per seguire questo ordinamento anche i prodotti anonimi erano indispensabili per comporre questo quadro: da un lato l'inventiva e la vitalità dei designers, dall'altro la cura e l'attenzione di un popolo per la qualità dei prodotti, che col passare del tempo egli adoperava in ogni atto della vita e del lavoro.
L'allestimento era sobrio. Le due vetrine, contenenti la raccolta di oggetti per la casa e per la scuola, attenuavano l'oscurità dell'ambiente. Una serie di immagini, rappresentanti la vita ed il paese, spiegavano in modo molto efficace la coscienza ed il lavoro del popolo per un continuo miglioramento delle condizioni di esistenza e civiltà; erano proiettate in contemporanea o in successione su due grandi schermi.

#### Sezione della Svezia
Commissario: signora Eva Benedicks
Allestimento: arch. Hans Asplund
Alla XII Triennale la Svezia partecipò al programma mostrando alcune scuole svedesi e alcuni prodotti per la casa.
Il problema della Svezia, per quanto riguarda la scuola, era causato dall'estensione del territorio e dal gran numero di insediamenti sparsi nella campagna. Negli ultimi anni erano state chiuse numerose piccole scuole privilegiando lo sviluppo e la costruzione di grandi e moderne scuole nei centri vicini. Alla Triennale vi era una sintetica documentazione che illustrava questo problema.
Per quanto riguarda i prodotti per la casa, invece, veniva dato maggior rilievo alle tecniche artigianali più antiche: il tessuto e la ceramica, campi in cui la Svezia s'era distinta per la sua creatività. L'industrializzazione non aveva influito sulle tradizioni artigiane ed in questo modo la qualità dei prodotti s'era conservata.
Alla mostra erano presenti dei tappeti e "rya" tessuti e annodati a mano.
La casa aveva grande importanza nei paesi nordici: erano esposti degli oggetti da tavola, ad esempio posate in acciaio e in nailon, e alcuni pezzi in acciaio di buon disegno.
La capacità espressiva dei prodotti era dovuta alla collaborazione tra ideatore ed esecutore, sia per i pezzi di serie che per quelli unici.

#### Sezione del Belgio
Commissario generale: dott. Joseph Hamels
Commissario generale aggiunto: signor Louis Loncin
Allestimento: architetto M. A. Constant
Il Belgio prese parte alla XII Triennale di Milano presentando un'unità scolastica, organica e coerente.
Il padiglione era suddiviso in due parti:
- il vano d'ingresso;
- l'unità scolastica.

L'ingresso era composto da montaggi fotografici e disegni dei bambini, con un fondo sonoro che suggeriva le emozioni provate dai bambini al loro primo approccio con la scuola.
L'altra parte del padiglione era composta da unità scolastiche, ricerche e usi degli elementi di arredo e costruttivi.
L'unità scolastica poteva essere costruita rapidamente su qualsiasi terreno, semplicemente posizionando l'unità su di una piattaforma creata con materiali del luogo. Essa era costituita da un laboratorio, un angolo lettura, uno spogliatoio con servizi annessi, un giardino, utilizzato come aula all'aperto. L'unità aveva una scala in misura pedagogica.
I materiali utilizzati corrispondevano alle necessità del bambino. Gli arredi erano leggeri, razionali. I colori utilizzati erano chiari, come il bianco e la luminosità diffusa.
I muri potevano essere utilizzati come parete espositiva dei lavori e dei disegni dei bambini. I pannelli prefabbricati, rivestiti di "skinplate", si presentavano a facciata continua.

#### Sezione della Norvegia
Commissario generale: signor Ferdinand Aars
Allestimento: architetto Odd Brochmann
Il padiglione della Norvegia era delimitato da pannelli fotografici rappresentanti il paesaggio del Paese.
Nel settore dedicato al tema della XII Triennale vennero esposte documentazioni di alcune scuola norvegesi. Invece nel settore della produzione vennero esposti oggetti di uso corrente nelle case norvegesi. Tale collaborazione si verificò anche per i tessuti.
I singoli designers esposero esposero i propri prodotti in quanto prove della riuscita della produzione industriale.
I mobili furono disegnati con forme semplici ma che rivelavano la maestria degli esecutori.
Vennero esposti anche dei pezzi di ceramica decorata, di oreficeria e di argenteria tipicamente norvegesi, insieme a tessuti, tappeti ed alcuni oggetti creati con il legno e con i denti di balena (fanoni).
Per l'allestimento vennero utilizzati montanti in legno naturale lavorati con l'ascia.

#### Sezione dell'Austria
Commissario: architetto Ceno Kosak
Allestimento: architetto Norbert Schlesinger
L'Austria aderì alla XII Triennale esponendo un quadro rappresentativo della "cultura dell'abitare" nel Paese.
Più di trenta ditte offrirono tre esempi di ambienti le cui soluzioni rispondevano ai problemi relativi all'argomento.
Il settore per il pranzo venne costruita una parete in legno intarsiato per circoscrivere lo spazio che può costruire il luogo di raccolta della famiglia. Inoltre vi erano cinque vetrine contenenti utensili di uso quotidiano soprattutto in vetro e acciaio, e oggetti in ceramica e in cuoio, tessuti e rilegature per libri e prodotti di Industrial Design nel campo dell'ottica.
Per il tema della scuola, l'Austria, offrì una sintesi, composta da grafici e plastici sulla "scuola ad atrio centrale".

#### Sezione della Finlandia
Commissario: H.O. Gummerus
Allestimento: arch. A. Nurmesniemi
Presentando la Finlandia un ricco panorama nella sua industria artigianale, l'allestimento alla XII Triennale si presentava come un'esposizione molto ricca di ceramiche, gioielli, lampade, mobili e oggetti vari in acciaio inox, stagno, argento, ghisa e smalto.
Ceramica e vetro avevano l'appoggio delle grandi industrie, e infatti il settore della ceramica fu quello più vasto che contava almeno una ventina di artisti di primo piano. Nei tessuti si impegnarono un abbastanza folto numero di artisti, tra cui soprattutto donne. Furono pochi gli artisti invece che si dedicarono ad oggetti in argento, metallo e legno, nonostante si trattasse del paese classico del legname.
Furono poco coltivate la plastica e i materiali sintetici.

#### Sezione della Svizzera
Architetti: Georges Brera, Paul Waltenspuhl
Film: La scuola
Produzione: Actua-Films Genève
Pensando al modo migliore per presentare la scuola moderna nei suoi aspetti pedagogici ed edilizi, gli ordinatori svizzeri hanno scelto il mezzo cinematografico quale forma della loro partecipazione alla XII Triennale.
I film sono proiettati su tre schermi avvicinati da tre proiettori sincronizzati. Le tre immagini, alternate, successivamente o simultaneamente, permettono di raggiungere una grande efficacia di impressioni visive e psichiche con la possibilità di contrasti, di confronti, di giustapposizioni di oggetti o di idee diverse.
Il film presenta tre ambienti scolastici, tipici della Svizzera, che rispecchiano alcuni aspetti del programma d'insegnamento. Questi ambienti sono: nella Svizzera francese, un ambiente urbano a grande densità edilizia, una scuola infantile ed elementare circondata da un parco pubblico; nella Svizzera tedesca, un ambiente urbano diradato, una scuola media cantonale isolata nel verde; nella Svizzera italiana, un borgo ticinese delle Prealpi, una scuola di distretto. Questo film cerca di mostrare lo sviluppo del fanciullo nel quadro più appropriato alla sua età e al suo ambiente.

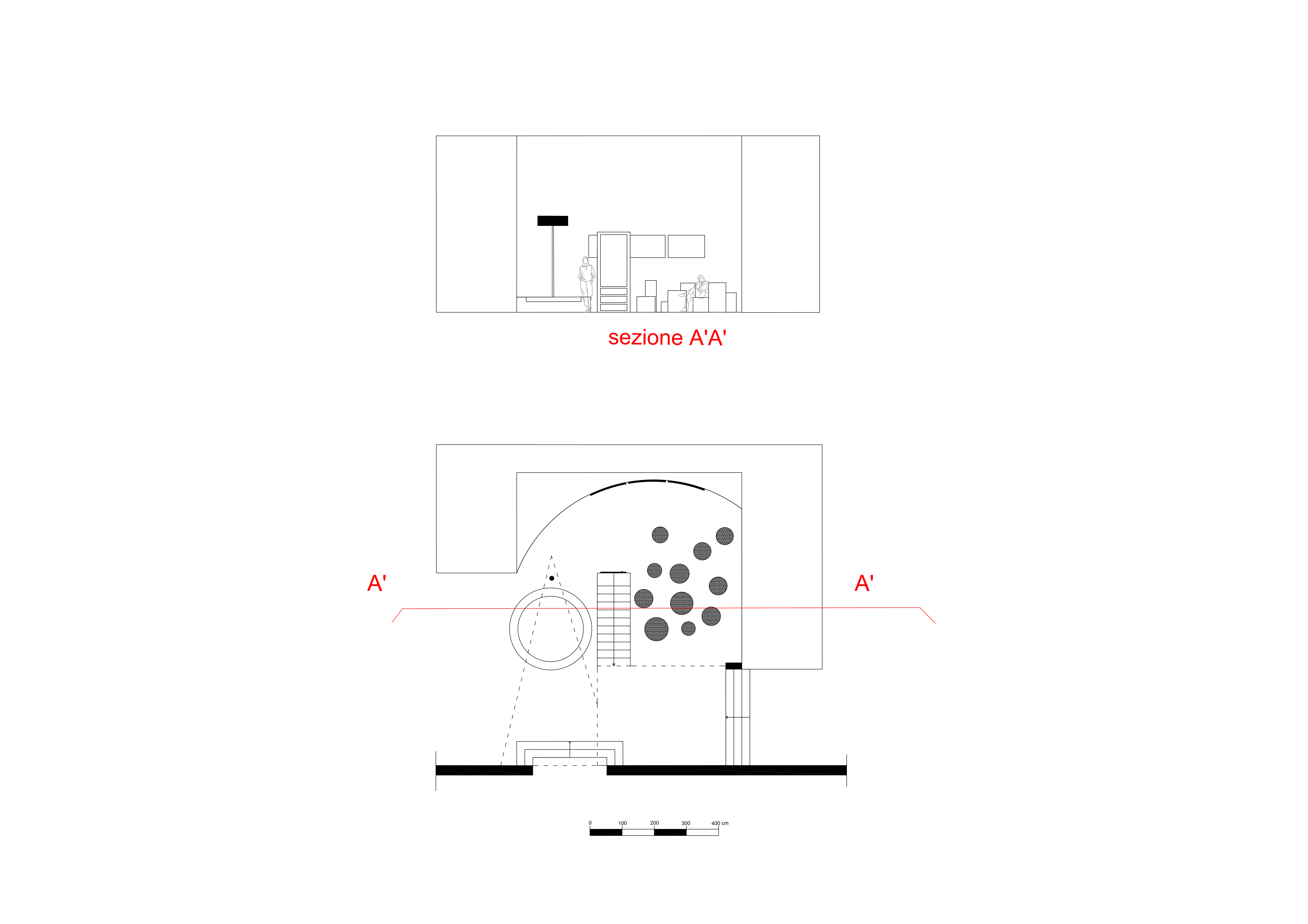
Pianta e Sezione del Padiglione della Svizzera

#### Sezione della Germania

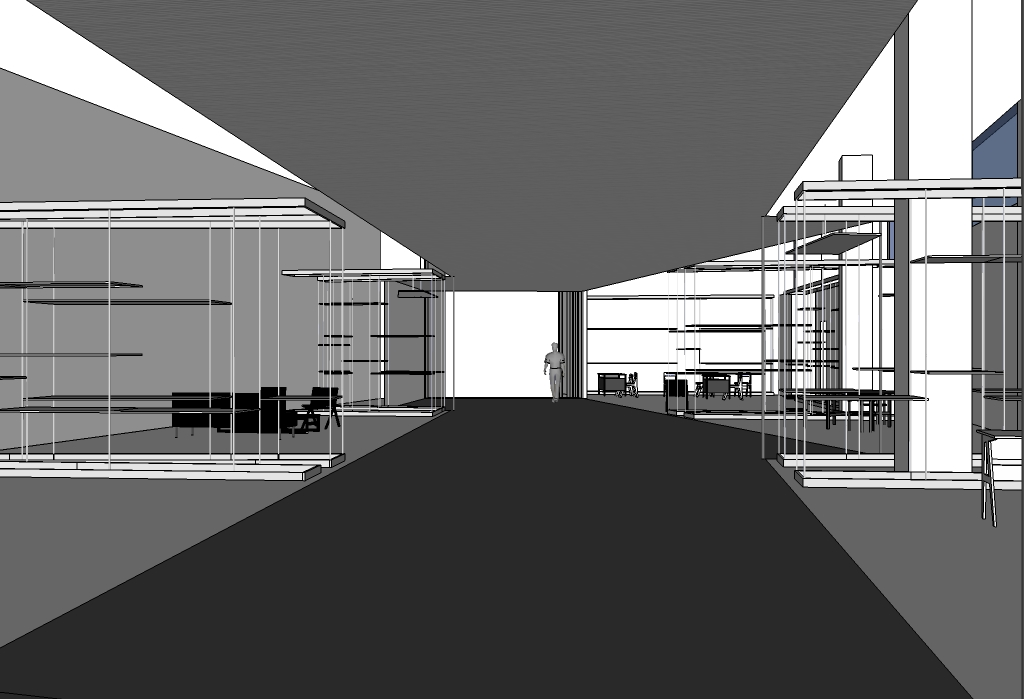
Padiglione della Germania - Vista 01

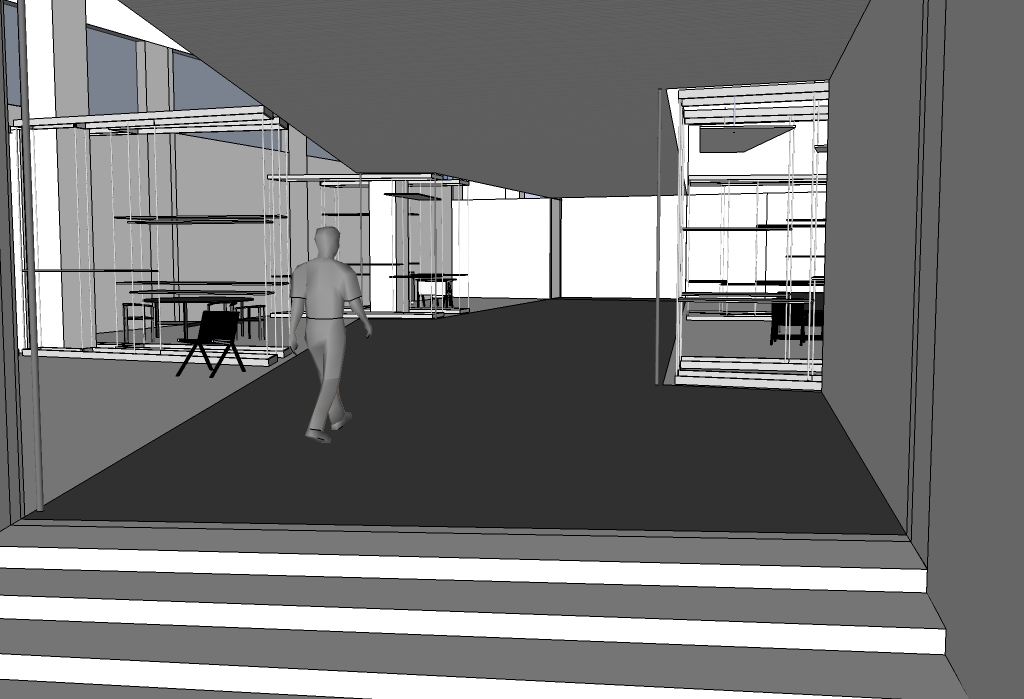
Padiglione della Germania - Vista 02

## Primo Piano

### Mostra commemorativa su Frank Lloyd Wright
Al primo piano della XII Triennale di Milano era esposta una mostra commemorativa su Frank Lloyd Wright. Erano presentati alcuni dei suoi progetti, la maggior parte costruzioni del decennio '50/'60. All'inizio del tour c'erano tre pannelli introduttivi sui quali erano disposti dei disegni dell'architetto, fotografie sue e della moglie, un testo introduttivo e il simbolo di Taliesin.
Poi la mostra continuava con:
- Il Museo Guggenheim di New York, 1959, mostrato in ampie fotografie in bianco e nero e disegni, tra cui anche le fotografie prese prima che fosse installato l'impianto elettrico e quelle di inaugurazione;
- Fotografie della costruzione della Chiesa Greco-Ortodossa di Milwaukee e disegni dei progetti;
- Taliesin West, il campo nel deserto vicino a Phoenix (Arizona) cominciato nel 1938. Tra le fotografie, vi erano quelle con vedute aeree e da terra, in bianco e nero, ed una pianta dell'edificio nel suo complesso. Tra le foto anche quelle del tavolo da disegno e dello studio dell'architetto;
- Stereo Tavola A, 48 fotografie a colori in tre dimensioni del museo Guggenheim, Taliesin West, Casa sulla cascata (Casa Kaufmann), Casa di David Wright, Casa Walker, Casa Price Sr e Casa Price Jr;
- Un modellino che occupava una superficie di 3 m² del Marin County and Government Center con schizzi e disegni:
- Case, un muro lungo 18 metri era dedicato alla rappresentazione di 8 case d'abitazione;
- Casa sull'oceano, Walker House, Carmel, California, 1952;
- Casa sulla collina, Palmer House, Ann Arbor, Michigan, 1951;
- Casa nel deserto, Harold C. Price Sr. House, Paradise Valley, Arizona, 1956;
- Casa in un agrumeto, David Wright House, Scottsdale, Arizona, 1952;
- Casa in una piccola città, Miller House, Charles City, Iowa, 1956;
- Casa in pianura], Harold C. Price Jr. House, Bartlesville, Oklahoma, 1956;
- Casa nei boschi, R. L. Wright, Bethesda, Maryland, 1955;
- Casa vicino a Chicago, Coonley House, Riverside, Illinois, 1908;
- Usonian House, un pannello che comprendeva 8 dei progetti fatti da Frank Lloyd Wright per piccole case d'abitazione;
- Brown House, Michigan, 1951;
- Walter House, Iowa, 1950;
- Neils House, Minnesota, 1951;
- Sturges House, California, 1939;
- Affleck House, Michigan, 1941;
- McCartney House, Michigan, 1950;
- Wall House, Michigan, 1941;
- Jacobs House, Wisconsin, 1949;
- Vita e lavoro a Taliesin, un muro lungo 6,5 m sul quale erano state disposte molte fotografie;
- Presentazione della Price Tower, nell'Oklahoma, ovvero un edificio con uffici ed appartamenti di abitazione. Un modellino accompagnava la presentazione fotografica;
- Il Kalita Humphreys Theater di Dallas (Texas) con disegni e fotografie;
- Beth Sholem Synagogue, Filadelfia (Pennsylvania) con disegni e fotografie;
- Stereo Tavola B, 48 fotografie a tre dimensioni di vari edifici: la Price Tower, la Beth Sholem Synagogue, il Florida Southern College, la A.D. German Warehouse, Taliesin North e la S. C. Johnson & Son;
- Disegni, ingrandimenti dei seguenti progetti di Wright:

- San Marcos in the desert, 1927;
- Masieri memorial, Venice, 1953;
- Marcus House, 1935;
- Pauson House, 1940;
- Falling Water, 1936;
- Coonley House;
- Unity Temple, 1904;
- Arizona State Capitol, 1957;
- Daphne's funeral chapel, 1947;
- Odawara Hotel (Giappone), 1917;
- Larking Building, 1904;
- The press Building, 1912.